# Chytonix latipennis
Chytonix latipennis är en fjärilsart som beskrevs av Max Wilhelm Karl Draudt 1950. Chytonix latipennis ingår i släktet Chytonix och familjen nattflyn. Inga underarter finns listade i Catalogue of Life.